# Collatino
Collatino är Roms tjugoandra quartiere och har beteckningen Q. XXII. Namnet Collatino kommer av Via Collatina. Quartiere Collatino bildades år 1961.

## Kyrkobyggnader
- Santa Maria del Soccorso
- Santa Maria Addolorata
- San Giuseppe Artigiano
- Santa Maria della Visitazione
- Sant'Agapito
- San Giovanni Battista in Collatino
- Sant'Igino Papa
- Gesù di Nazareth

## Bilder
| - Santa Maria del Soccorso. - Santa Maria Addolorata. - Sant'Igino Papa. - Gesù di Nazareth. |